# Marie Bernatkova
Marie Bernatkova (Praga, 22 de outubro de 1857 — Zašová, 4 de maio de 1969) foi uma superecentenária da  Tchecoslováquia, Decana da Humanidade de 16 de Junho de 1968 até a data de seu falecimento, aos 111 anos de idade aproximadamente. Sucedeu-lhe no título Ada Roe, de 110 anos de idade.